# アラン・イラズマス
アラン・イラズマス（Alan Erasmus、生年月日不明 - ）はジョイ・ディヴィジョンやザ・ドゥルッティ・コラムを輩出したファクトリー・レコードの共同創立者の一人である。

## 来歴・人物
イラズマスは最初、俳優や制作関係者としてテレビドラマコロネーション・ストリートなどで活動していたが、トニー・ウイルソンらとの出会いをきっかけとして音楽業界に活動の場を移すことになる。
そして、ファクトリー・レコードの創立に関わるとともに、ザ・ドゥルッティ・コラムのマネージャーとしても活動していたことが知られているが、彼に関する情報はファクトリーレコードが活発だった時期において、そしてその後においても非常に少ない。
ちなみに、ファクトリー・レコードにかって所属した実際のミュージシャンが本人役として出演する映画24アワー・パーティー・ピープルにおいても本人は登場せず、レニー・ジェームズがイラズマス役を演じている。